# Stereotyp

Stereotypen galen vetenskapsman, som förekommer i olika former av populärkultur.

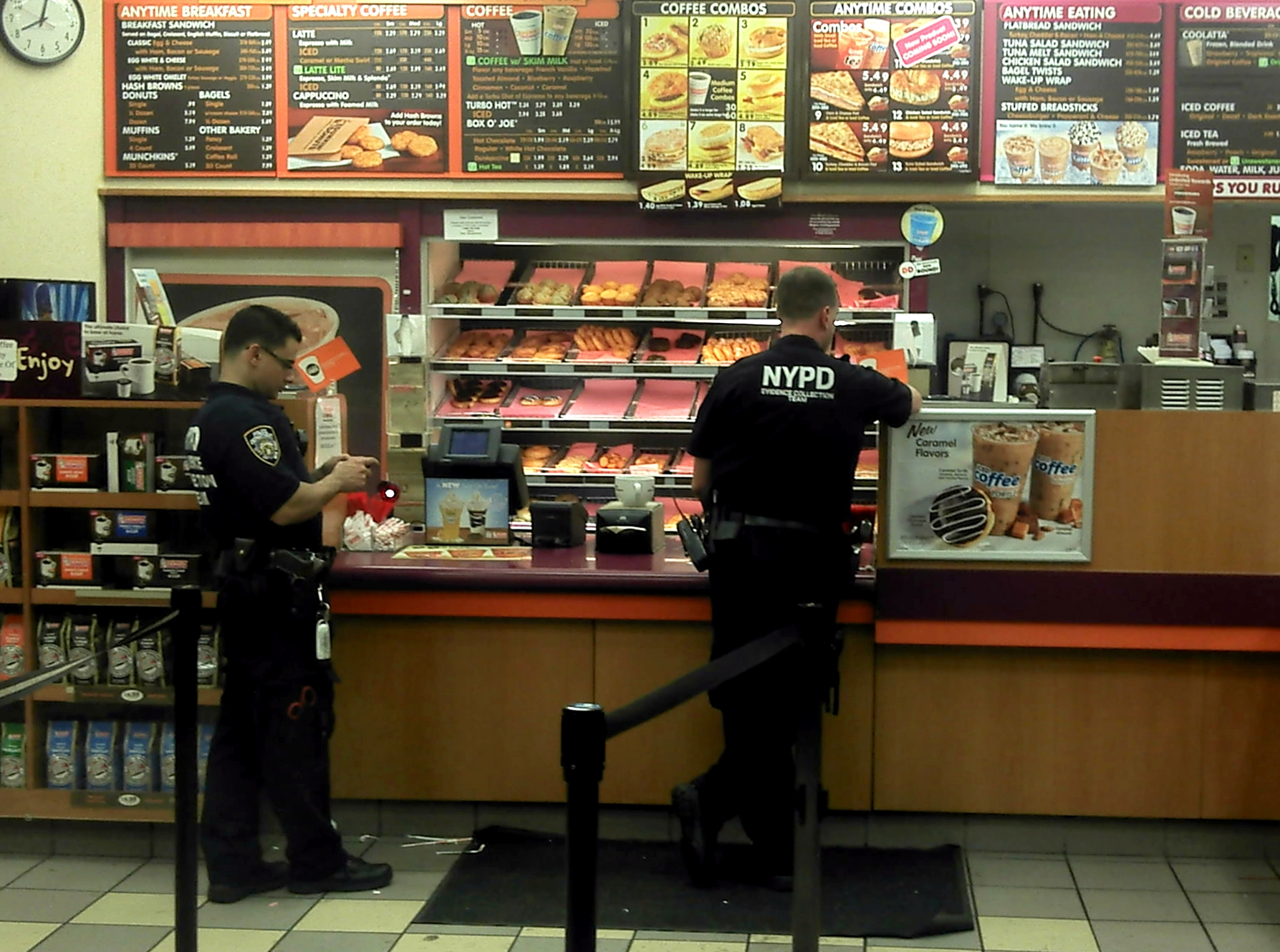
Att poliser i USA köper kaffe och munkar är en stereotyp.

Ordet stereotyp i socialpsykologisk mening är egentligen ett adjektiv. Till exempel vi kan ha en stereotyp bild, en stereotyp uppfattning och så vidare (observera, inte stereotypisk). Som en avledning av detta talar man därför ofta om "en stereotyp", vilket i princip kan förstås som en förkortning av "en stereotyp bild" och så vidare, men med fokus på de mentala föreställningar eller tillstånd som dessa stereotypa uppfattningar orsakas av.
En stereotyp i denna mening är en överdrivet förenklad inre bild eller generalisering av exempelvis en grupp människor och deras egenskaper. En stereotyp kan vara baserad på uppfattningar om etnicitet,  nationalitet, religion, kön, sexualitet, men i praktiken av vilka gruppetiketter som helst, som vi kan tänkas använda. Stereotyper placerar individer i en viss social kategori och utifrån detta dras slutsatser om personens karaktärsdrag och förmågor. Stereotyper är ibland negativa (exempelvis rasistiska stereotyper), ibland positiva, då ofta om högt aktade samhällsgrupper. En fördel med stereotyper som brukar anges är att de underlättar snabba beslut och i vissa situationer kan det vara bra. Baksidan är att besluten kan baseras på sådana grova förenklingar att det blir ett dåligt underbyggt beslut. 
Så som begreppet används idag myntades det 1922 av den amerikanske journalisten Walter Lippmann i boken Public Opinion.[källa behövs]
Könsstereotyper avspeglar en normativ uppfattning om kvinnor och män samt om femininitet och maskulinitet. Dessa framställs vanligen som en dualism eller som binära motsatser. Uppfattningarna kan vara positiva eller negativa och vara implicita eller explicita.
De utmärkande egenskaper som stereotyper bär på varierar mellan platser, kulturer och över tid. Stereotyper reducerar och fixerar olikheter som förhindrar ett annat varierat tänkande som i sin tur konstruerar enkla sociala kategorier som "vi" och "de". Stereotyper är enligt postkolonial teori ett sätt att upprätthålla makt mellan olika grupper. 

## Psykologisk orsak
En anledning till att människor tenderar att skapa stereotyper är att det är ett sätt att förenkla information för att kunna fatta beslut snabbt. På så vis reduceras mängden information som krävs för ett rationellt beslut. Genom stereotyper kan vi också placera oss själva i förhållande till andra människor. I skapandet av ett "vi" och ett "de" kan människor upprätthålla sin identitet.